# ویلا، بورکینافاسوی
ویلا دهکده‌ای در شهرستان بینگو در استان بولکیمده در بورکینافاسوی غربی مرکزی است جمعیت آن ۲۲۱۳ نفر است.